# Jorge García Cuerva
Jorge Ignacio García Cuerva (Río Gallegos, 12 de abril de 1968) es un eclesiástico, teólogo, abogado y canonista católico argentino. Es el arzobispo de Buenos Aires, desde mayo de 2023. Fue obispo de Río Gallegos, de 2019 a 2023 y obispo auxiliar de Lomas de Zamora, entre 2017 y 2019.

## Biografía
Jorge Ignacio nació el 12 de abril de 1968, en la ciudad argentina de Río Gallegos. Hijo primogénito del odontólogo y militar (r) Jorge Antonio García Cuerva y de la profesora Graciela García Cuerva. Su padre era primo hermano del piloto Gustavo García Cuerva, fallecido en la Guerra de las Malvinas.
En 1986 ingresó a la carrera de Derecho en la Universidad de Buenos Aires, mientras misionaba en los barrios populares de El Palito y El Garrote, de Tigre. Descubrió su vocación religiosa y abandonó sus estudios universitarios para seguirla.
En 1989 ingresó al Seminario Diocesano de San Isidro, donde realizó los estudios eclesiásticos.
Tras realizar estudios en la Universidad Católica Argentina (UCA), en 2003, obtuvo la licenciatura en Teología, con especialización en Historia de la Iglesia; con el trabajo: "La Iglesia en Buenos Aires durante la epidemia de fiebre amarilla de 1871".
Se graduó de abogado en 2009, por la Universidad Católica de Salta.
Posteriormente, en 2016, obtuvo la licenciatura en Derecho canónico, en la UCA; con la obra: "Exequias eclesiásticas y cementerios en el Derecho Canónico".

### Sacerdocio
Su ordenación sacerdotal fue el 24 de octubre de 1997, en la Catedral de San Isidro, a manos del obispo Jorge Casaretto.
- Vicario parroquial de Ntra. Sra. de la Cava, en Beccar (1997-2005).
- Representante de América Latina y el Caribe ante la Comisión Internacional de la Pastoral Penitenciaria Católica (ICCPPC) (2010-2017).
- Miembro de la Comisión Nacional sobre la Drogodependencia, de la Conferencia Episcopal Argentina (CEA) (hasta 2013).
- Párroco de Santa Clara de Asís, en El Talar (2005-2014).
- Párroco de Ntra. Sra. de la Cava, en Beccar (2014-2017).[5]
- Vicepresidente de la Cáritas San Isidro (2012-2017).[6]
- Delegado Diocesano de la Pastoral Penitenciaria (1997-2017).
- Consejero Regional de Pastoral Penitenciaria (hasta 2017).
- Asesor de Derecho canónico.
- Promotor de Justicia en el Tribunal Interdiocesano de San Isidro-Merlo-Moreno.
- Secretario de la Comisión de Pastoral Penitenciaria de la Conferencia Episcopal Argentina.
- Capellán de varios centros penitenciarios de la Provincia de Buenos Aires (2011-2017).

## Episcopado

### Obispo auxiliar de Lomas de Zamora
El 20 de noviembre de 2017, el papa Francisco lo nombró obispo titular Lacubaza y obispo auxiliar de Lomas de Zamora. Fue consagrado el 3 de marzo de 2018, en la Catedral de Lomas de Zamora, a manos del obispo Jorge Rubén Lugones.

### Obispo de Río Gallegos
El 3 de enero de 2019, el papa Francisco lo nombró obispo de Río Gallegos.  Tomó posesión canónica el 23 de marzo del mismo año, durante una ceremonia en la Catedral de Río Gallegos.

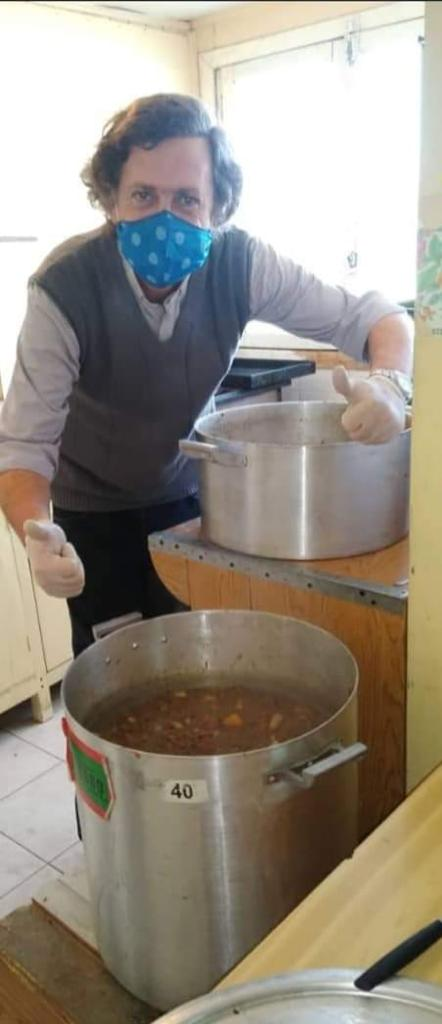
Comedor comunitario durante la pandemia en Río Gallegos (2020).

Con la llegada de la pandemia COVID-19, sus estudios sobre la pandemia de la fiebre amarilla de 1871 y sus labores en el tema de los exequias le permitió reflexionar sobre el tema: "Hemos descubierto la necesidad que tenemos de revalorizar los ritos funerarios, hemos descubierto lo importante que es poder despedirnos de nuestros seres queridos y vimos lo importante que es poder acompañarlos en momentos de tanto dolor".
El 20 de julio de 2021, fue nombrado miembro del Dicasterio para los Obispos.
- Vicepresidente de la Comisión Internacional de la Pastoral Carcelaria (ICCPPC).[20]

También es director de la diplomatura en Pastoral Carcelaria: "Pastoral Carcelaria sin Fronteras", organizada por el CEBITEPAL, Consejo Episcopal Latinoamericano (CELAM), desde febrero de 2022.
El 26 de octubre de 2022, fue nombrado comisario pontificio del Instituto Miles Christi.

### Arzobispo de Buenos Aires

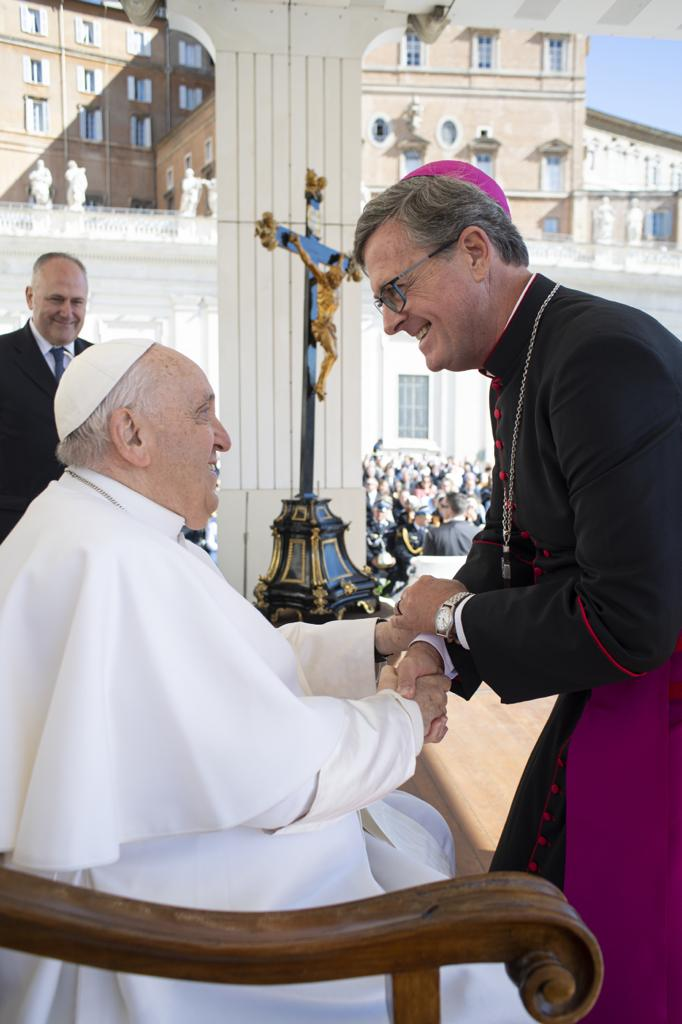
García saludando al papa Francisco (2023).

El 26 de mayo de 2023, el papa Francisco lo nombró arzobispo de Buenos Aires y primado de la Argentina.
El 29 de junio, en una ceremonia en la Basílica de San Pedro, recibió el palio arzobispal de manos del papa Francisco.
Tomó posesión canónica el 15 de julio del mismo año, durante una ceremonia en el atrio de la Catedral de Buenos Aires. El arzobispo Mirosław Adamczyk, le impuso el palio durante la posesión.
- Miembro de la Comisión Episcopal de Pastoral Carcelaria de la CEA (2021-2024).[26]

El 22 de julio de 2024, el papa Francisco elevó la diócesis de Santiago del Estero a Arquidiócesis. También decidió el traslado de la Sede Primada de Argentina desde Buenos Aires a Santiago del Estero. Las bulas se ejecutaron en Buenos Aires el 25 de agosto del mismo año. García Cuerva indicó que: "elegimos la verdad histórica: Santiago del Estero es la diócesis más antigua, por eso es la primera".
El 22 de octubre de 2024 fue nombrado miembro del Dicasterio para las Iglesias Orientales.

## Publicaciones
Ha escrito varias análisis sobre la situación carcelaria:
- La cárcel o fábrica del llanto. (2019)
- Iniciativas de la Pastoral Carcelaria Argentina (2019)